# 1936年ベルリンオリンピックのフィリピン選手団
1936年ベルリンオリンピックのフィリピン選手団（1936ねんベルリンオリンピックのフィリピンせんしゅだん）は、1936年8月1日から8月16日にかけてドイツの首都ベルリンで開催された1936年ベルリンオリンピックのフィリピン選手団、およびその競技結果。

## 概要
今大会は銅メダル1個、合計1個のメダルを獲得した。

## メダル
| メダル | 選手名           | 競技 | 種目             |
| ------ | ---------------- | ---- | ---------------- |
| 銅     | ミゲル・ホワイト | 陸上 | 男子400mハードル |